# Josep Vilanova Pueyo
Josep Vilanova Pueyo   (Barcelona, 20 de març de 1909 - valor desconegut) va ser un boxejador català que va competir durant les dècades de 1920 i 1930.
El 1927 es proclamà campió d'Espanya del pes mosca i el 1927 i 1928 de Catalunya. El 1928 va prendre part en els Jocs Olímpics d'Amsterdam, on quedà eliminat en vuitens de final de la categoria del pes mosca pel futur campió olímpic Antal Kocsis.
Com a professional, entre 1929 i 1944, va disputar 26 combats, amb un balanç de 12 victòries, 9 derrotes i 5 combats nuls.